# Spilus
Spilus – rodzaj chrząszcza z rodziny sprężykowatych.
Owad występuje w Afryce, Ameryce Środkowej (mianowicie w Nikaragui i Panamie) oraz Ameryce Południowej (dokładniej w Brazylii, Gujan, Kolumbii, Wenezueli).